# 登打士站
登打士站（英語：Dundas Station）是一座多倫多地鐵央街－大學－士巴丹拿線車站，坐落加拿大安大略省多倫多市中心央街和登打士街的交界處，鄰近央-登打士廣場和多倫多伊頓中心購物商場，於1954年3月30日聯同央街線一起開幕。此站為側式月台設計，而乘客則無法在收費區以内來回南行和北行方向的月台。乘客須先出閘，之後往下走一層，經月台之下的地下通道後上一層再入閘才可通往對面的月台；以現金或代幣繳付車資的乘客在出閘前應從換乘證發放機領取一張換乘證，以免在對面月台入閘時要再多付車資。
下列由多倫多公車局營運的巴士和有軌電車線駛經登打士站：
- 97號央街巴士線（Yonge）
- 320號央街深宵巴士線（Yonge）
- 505號登打士街有軌電車線（Dundas）

## 外部連結
- 维基共享资源上的相關多媒體資源：登打士街站
- （英文）TTC Dundas Station （页面存档备份，存于）－多倫多公車局網站 登打士街站頁面